# Вербківська сільська рада (Монастириський район)
Вербківська сільська́ ра́да — адміністративно-територіальна одиниця та орган місцевого самоврядування в Монастириському районі Тернопільської області. Адміністративний центр — село Вербка.

## Загальні відомості
Вербківська сільська рада утворена в 1940 році.
- Територія ради: 3,805 км²
- Населення ради: 823 особи (станом на 2001 рік)

## Населені пункти
Сільській раді були підпорядковані населені пункти:
- с. Вербка
- с. Діброва

## Склад ради
Рада складалася з 12 депутатів та голови.
- Голова ради: Степуляк Мирослава Петрівна
- Секретар ради: Литвин Оксана Іванівна

### Керівний склад попередніх скликань
| Прізвище, ім'я, по батькові | Основні відомості                                                 | Дата обрання | Дата звільнення |
| --------------------------- | ----------------------------------------------------------------- | ------------ | --------------- |
| Степуляк Мирослава Петрівна | Сільський голова, 1967 року народження, освіта вища, позапартійна | 26.03.2006   | 31.10.2010      |
| Степуляк Мирослава Петрівна | Сільський голова, 1967 року народження, освіта вища, позапартійна | 31.10.2010   |                 |

Примітка: таблиця складена за даними сайту Верховної Ради України

### Депутати
За результатами місцевих виборів 2010 року депутатами ради стали:

#### За суб'єктами висування
| Суб'єкт висування | Кількість обраних депутатів | %   |
| ----------------- | --------------------------- | --- |
| Самовисування     | 12                          | 100 |

#### За округами
| № округу | Прізвище, ім'я, по батькові | Дата визнання обраним | Освіта             | Партійна приналежність | Відомості про обраного депутата                              |
| -------- | --------------------------- | --------------------- | ------------------ | ---------------------- | ------------------------------------------------------------ |
| 1        | Лука Галина Сергіївна       | 02.11.2010            | середня            | позапартійна           | Вербківська загальноосвітня школа І-ІІ ст., кухар            |
| 2        | Литвин Тарас Дмитрович      | 02.11.2010            | середня спеціальна | позапартійний          | Коропецьке лісництво, майстер                                |
| 3        | Гончар Ярослав Михайлович   | 02.11.2010            | середня            | позапартійний          | пенсіонер                                                    |
| 4        | Піцьків Тетяна Василівна    | 02.11.2010            | середня            | позапартійна           | тимчасово не працює                                          |
| 5        | Данкевич Назар Іванович     | 02.11.2010            | середня            | позапартійний          | тимчасово не працює                                          |
| 6        | Слободян Галина Антонівна   | 02.11.2010            | середня спеціальна | позапартійна           | ПАП «Провесінь», головний бухгалтер                          |
| 7        | Чобіт Степан Володимирович  | 02.11.2010            | середня            | позапартійний          | тимчасово не працює                                          |
| 8        | Литвин Оксана Іванівна      | 02.11.2010            | вища               | позапартійна           | Вербківська сільська рада, секретар                          |
| 9        | Слободян Степан Ігорович    | 02.11.2010            | середня спеціальна | позапартійний          | тимчасово не працює                                          |
| 10       | Чобіт Любов Йосипівна       | 02.11.2010            | середня            | позапартійна           | фельдшерсько-акушерський пункт с. Діброва, молодша медсестра |
| 11       | Мартинців Петро Петрович    | 02.11.2010            | середня            | позапартійний          | пенсіонер                                                    |
| 12       | Рожнів Іванна Степанівна    | 02.11.2010            | середня            | позапартійна           | тимчасово не працює                                          |